# فيروس كوكساكي ب
فيروس كوكساكي ب (بالإنجليزية: Coxsackie B virus)‏ هي مَجموعة من ستة أنماط مصلية من فيروس كوكساكي، وهو فيروس معوي ممراض، وعِلَل الزناد تبدأ من ضائِقَة مَعِدِيٌّة مِعَوِيّة خَفيفة التهاب التأمور كامل حتى التهاب العضلة القلبية (اعْتِلاَلُ عَضَلَةِ القَلْب من الفَيروسَةُ الكُوكْساكِيَّة).
يتكون جينوم فيروس كوكساكي ب من حوالي 7400 زوج قاعدي.

## التوزع الجغرافي
اكتشفت مختلف أعضاء مجموعة كوكساكي بالكامل تقريبًا في الولايات المتحدة، حيث ظهروا في الأصل في ولاية كونيتيكت وأوهايو ونيويورك وكنتاكي، على الرغم من العثور على نمط سادس من المجموعة في الفلبين. ومع ذلك، فإن جميع الأنماط المصلية الستة لها توزيع عالمي وهي سبب شائع نسبيًا لاضطراب الجهاز الهضمي. يعكس الاسم العزلة الأولى من كوكساكي، نيويورك.

## الانتقال
تنتشر العدوى بشكل شائع عن طريق الفم والبراز، ما يؤكد أهمية النظافة الجيدة، وخاصة غسل اليدين. يمكن أن تكون الرذاذ الفموي والفموي والتنفسي أيضًا وسيلة لانتقال العدوى.

## علم الأوبئة
أبلغ عن إصابات بفيروس كوكساكي ب ما يقرب من ربع جميع الإصابات بالفيروس المعوي. ما يقرب من نصف الحالات المبلغ عنها من عدوى كوكساكي B تحدث قبل سن الخامسة. بالنسبة للنمط المصلي CBV1، فإن ثلثي مراكز مكافحة الأمراض والوقاية منها (CDC) التي أبلغت عن وجود عدوى في الولايات المتحدة كانت للأطفال دون سن عام واحد.

## الأعراض
تشمل أعراض الإصابة بالفيروسات في مجموعة كوكساكي ب الحمى والصداع والتهاب الحلق وضيق الجهاز الهضمي والتعب الشديد وكذلك آلام الصدر والعضلات. يمكن أن يؤدي أيضًا إلى تقلصات في الذراعين والساقين. يُعرف هذا العرض التقديمي باسم التهاب الجنبة أو مرض بورنهولم في العديد من المجالات. يجب على من يعانون من آلام في الصدر مراجعة الطبيب على الفور - في بعض الحالات، تتطور الفيروسات في عائلة كوكساكي ب إلى التهاب عضلة القلب أو التهاب التامور، ما قد يؤدي إلى تلف دائم في القلب أو الوفاة. قد تؤدي عدوى فيروس كوكساكي ب أيضًا إلى التهاب السحايا العقيم. كمجموعة، فهي السبب الأكثر شيوعًا للوفاة المفاجئة غير المتوقعة، وقد تمثل ما يصل إلى 50٪ من هذه الحالات. تتراوح فترة حضانة فيروسات كوكساكي ب من 2 إلى 6 أيام، وقد يستمر المرض لمدة تصل إلى 6 أشهر في الحالات القصوى، ولكن قد تحل في غضون يومين. تحدث العدوى عادة بين شهري مايو ويونيو ولكن لا تظهر الأعراض حتى أكتوبر في المناطق المعتدلة في نصف الكرة الشمالي. يجب أن يقضي الأشخاص شهرًا واحدًا في الراحة أثناء ذروة الإصابة. سبب آخر لهذا الفيروس هو من جرح قذرة من حادث.

## التشخيص
تشخص عدوى الفيروس المعوي بشكل رئيسي عن طريق الاختبارات المصلية مثل ELISA ومن زراعة الخلايا. نظرًا لأنه تقدم نفس مستوى ونوع الرعاية بغض النظر عن نوع عدوى كوكساكي ب، فليس من الضروري في الغالب لأغراض العلاج تشخيص الفيروس الذي يسبب الأعراض المعنية، على الرغم من أنه قد يكون مفيدًا من الناحية الوبائية.

## علم الأمراض
عادة لا تسبب عدوى كوكساكي ب مرضًا خطيرًا، على الرغم من أن عدوى كوكساكي ب يمكن أن تكون قاتلة بسهولة بالنسبة للأطفال حديثي الولادة في أول أسبوع إلى أسبوعين من الحياة. يعتبر البنكرياس هدفًا متكررًا، ويمكن أن يسبب التهاب البنكرياس.
عدوى كوكساكي B3 (CB3) هي أكثر أسباب التهاب عضلة القلب شيوعًا والموت القلبي المفاجئ. تسبب عدوى CB3 أمراض القناة الأيونية في القلب ما يؤدي إلى عدم انتظام ضربات القلب البطيني. تشير الدراسات التي أجريت على الفئران إلى أن CB3 يدخل الخلايا عن طريق مستقبلات تشبه الرقم 4. يستغل كل من CB3 و CB4 الالتهام الذاتي الخلوي لتعزيز النسخ المتماثل.

### داء السكري
اقترح النمط المصلي لفيروسات B4 Coxsackie (CB4) ليكون سببًا محتملًا لمرض السكري من النوع 1 (T1D). قد تكون استجابة المناعة الذاتية لعدوى فيروس كوكساكي B على جزر لانجرهانز سببًا في الإصابة بالتهاب الكبد الدهني.
تشير أبحاث أخرى إلى أن السلالات B1 وA4 وA2 وA16 تتسبب في تدمير خلايا بيتا، مع بعض الاقتراحات بأن السلالات B3 وB6 قد يكون لها تأثيرات وقائية من خلال الحماية المناعية المتقاطعة.